# 傑森·懷爾斯
傑森·懷爾斯（Jason Austin Wiles，1970年4月25日—）是美國的一位演員。他最著名的作品是電視劇城市守護者第三梯隊。在學生時代他曾是學校美式足球隊的一員。